# Chapelizod
Chapelizod è un villaggio situato all'interno della città irlandese di Dublino. Si trova nella valle boscosa del fiume Liffey, vicino a Strawberry Beds e a Phoenix Park. Il villaggio è associato allo Iseult d'Irlanda e nel suo territorio si trova la Cappella d'Iseult. Chapelizod si trova sotto l'amministrazione del Consiglio comunale della città di Dublino.

## Posizione
La parrocchia civile di Chapelizod è parte della baronia di Castleknock. La parrocchia consiste in una sola townland omonima. Comunque, 465 acri si trovano all'interno delle mura del Phoenix Park mentre la frazione vera e propria, fuori le mura, occupa solo 67 acri. Si tratta della sola parrocchia della baronia che si trova fuori del territorio della moderna contea di Fingal.

## Religione
Chapelizod è una parrocchia dell'Arcidiocesi cattolica di Dublino.
Nel XIX secolo, la parrocchia della Chiesa cattolica di Blanchardstown comprendeva la maggior parte della zona del distretto postale di Dublino 15. A seguito della mitigazione delle leggi penali irlandesi, divenne possibile per i Cattolici costruire ulteriori chiese e restaurare l'insieme dei fabbricati religiosi esistenti. La chiesa di Santa Brigida a Blanchardstown, da non confondersi con quella della Chiesa d'Irlanda nella vicina Castleknock, fu eretta nel 1837 sulle fondamenta di una chiesa che era stata costruita prima del 1731. È la chiesa madre di 12 altre chiese costruite fuori della parrocchia nei successivi 156 anni. Tra queste vi era la chiesa della Natività della Beata Vergine Maria. La parrocchia fu separata da Blanchardstown nel 1883. La parte orientale della nuova parrocchia fu, a turno, costituita fuori Chapelizod nel 1953 come la parrocchia di Navan Road di Nostra Signora Ausiliatrice.
Nella Chiesa d'Irlanda, la chiesa di San Lorenzo, con la sua torre campanaria del XIV secolo, è una delle due chiese che oggi formano parte della parrocchia di  Crumlin.